# ルーテラ (小惑星)
ルーテラ (1303 Luthera) は、小惑星帯の小惑星である。アルノルト・シュヴァスマンがベルゲドルフのハンブルク天文台で発見した。
ドイツの天文学者、ロベルト・ルターに因んで名付けられた。
2004年4月に新潟県で掩蔽が観測された。